# Букенья, Гилберт
Гилберт Букенья (англ. Gilbert Bukenya; род. 5 августа 1949, Вакисо, Центральная область) — государственный и политический деятель Уганды. С 23 мая 2003 по 23 мая 2011 года занимал должность вице-президента страны. С 1996 года представлял избирательный округ Бусиро в парламенте Уганды. В 2008 году была опубликована его автобиография «Запутанные коридоры к власти».

## Биография
Родился 5 августа 1949 года в деревне Лвантама в округе Бусиро (в настоящее время округ Вакисо), примерно в 30 километрах по дороге к северо-западу от Кампалы, столицы Уганды. В 1982 году получил диплом по общественному здравоохранению в Королевском институте общественного здравоохранения в Лондоне. Также получил степень магистра наук Лондонской школы гигиены и тропической медицины в Великобритании и докторскую степень по философии в Квинслендском университете с темой диссертации «Эпидемиология детской диареи в возрасте до пяти лет у пригородного населения Папуа-Новой Гвинеи».
Гилберт Букенья вернулся в Уганду в качестве профессора медицины и был назначен деканом медицинского факультета Университета Макерере, занимая эту должность с 1994 по 1996 год. В 1996 году занялся политикой и был избран членом парламента (депутатом) от округа Бусиро. Также был председателем парламентской фракции Национального движения сопротивления Уганды. Считается, что в этот период ему удалось разрядить напряжённость, которая накапливалась между президентом Йовери Мусевени и другими лидерами правящего Национального движения сопротивления. Затем был председателем Национального движения сопротивления в регионе Буганды. Впоследствии стал государственным министром торговли и промышленности, а затем был назначен на пост министра при президенте. Стал вице-президентом в 2003 году, сменив Специозу Казибве, которая в то время занималась своим бракоразводным процессом. Позже баллотировался на пост генерального секретаря Национального движения сопротивления и проиграл Амаме Мбабази.
Женат на докторе Маргарет Букенья, своей однокурснице из Университете Макерере в начале 1970-х годов. Член католической церкви. В 2005 году удивил политических обозревателей, заявив, что правительство контролируется мафией. В интервью «Daily Monitor» он сказал, что мафия планирует снять его с должности и это связано с его растущей популярностью и близостью к могущественной католической церкви Уганды. Сообщается, что он любит плавать и заниматься сельским хозяйством. Ему приписывают начало выращивания риса на возвышенностях, также известного как «NERICA» в Уганде.

## Опубликованные работы
- Through intricate corridors to power. — Fountain Publishers, 2008. — ISBN 9789970028108.

## Примечание
1. 1 2 3  https://www.newvision.co.ug/news/1509893/ugandas-vice-presidents-gilbert-bukenya
2. ↑  Wanambwa, Richard. Museveni Sacks Bukenya As Vice President (24 мая 2011). Дата обращения: 20 февраля 2015. Архивировано из оригинала 4 декабря 2013 года.
3. 1 2 3  POU, . Profile of Bukenya Balibaseka Gilbert, Member of Parliament for Busiiro County North, Wakiso District. Parliament of Uganda (POU) (2011). Дата обращения: 20 февраля 2015. Архивировано 9 августа 2015 года.
4. ↑  VP Bukenya pens autobiography. Дата обращения: 25 февраля 2015. Архивировано 25 февраля 2015 года.
5. ↑  UQSPH, . Completed Thesis Topics for Studies in Public Health at the University of Queensland: 1971 – 2007.  University of Queensland, School of Public Health. Дата обращения: 20 февраля 2015. Архивировано из оригинала 20 февраля 2015 года.
6. ↑  Nakaweesi, Dorothy. I Promote Farming To Get People Out of Poverty; Gilbert Bukenya (20 февраля 2013). Дата обращения: 20 февраля 2015. Архивировано 20 февраля 2015 года.